# Јужно-Сухокумск
Јужно-Сухокумск (рус. Южно-Сухокумск) град је у Русији у Дагестану.

## Становништво
| 1970. | 1979.  | 1989.  | 2002. | 2010.  |
| ----- | ------ | ------ | ----- | ------ |
| 7.910 | 10.403 | 12.246 | 9.777 | 10.035 |